# Rökning i Albanien

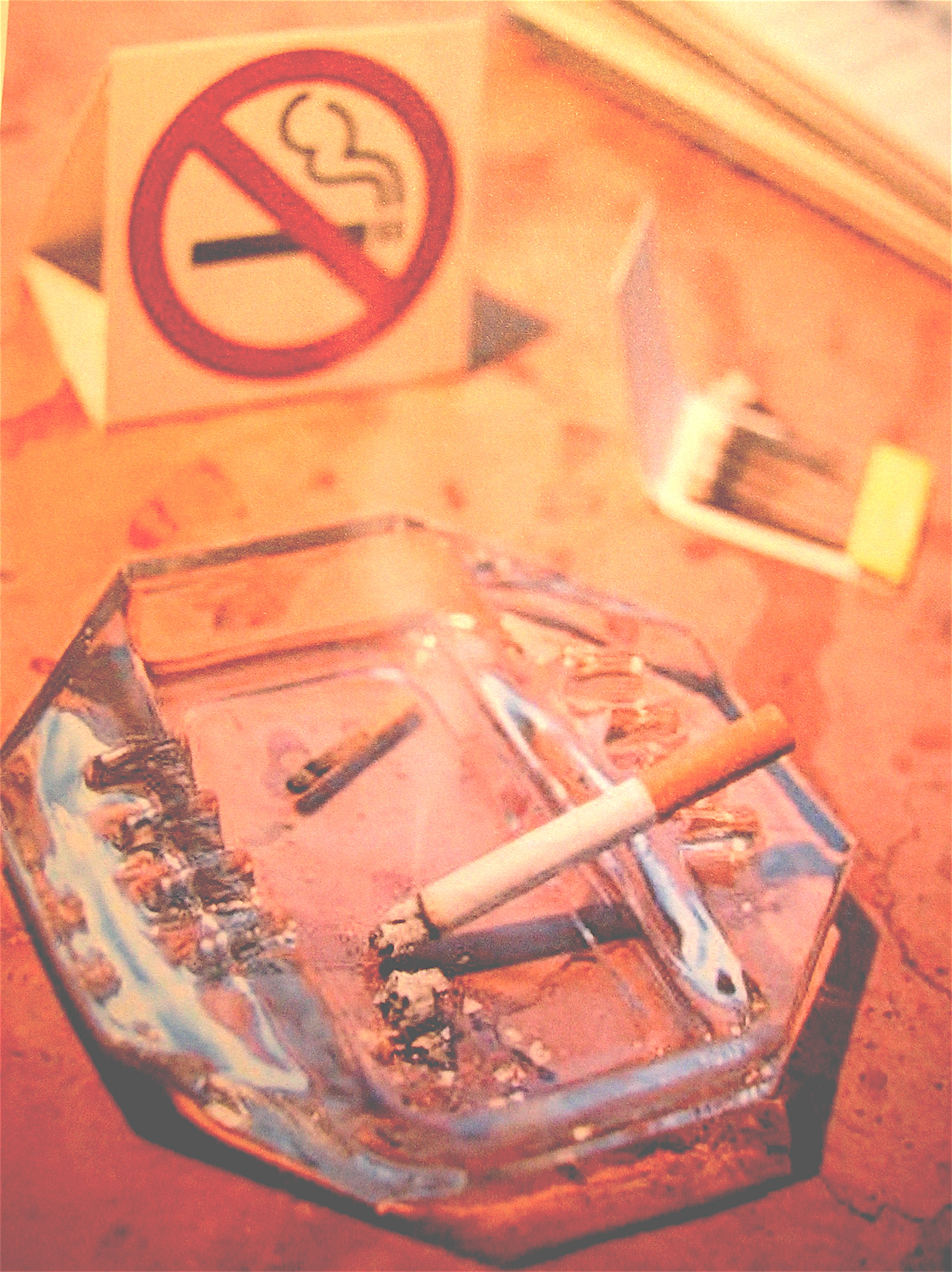
"Rökning förbjuden"-skyltar är vanligt förekommande, men efterföljs sällan i Albanien.

Rökning i Albanien är utbrett och omkring 40 % av den albanska befolkningen röker regelbundet. Det enda land i Europa som har en högre siffra än Albanien är Turkiet. I snitt spenderar den albanska befolkningen (tillsammans) mer än 300 miljoner euro årligen på tobakprodukter.
Albanien införde anti-rökningslagar 2007, men de efterföljs inte strikt. Rökningen bland befolkningen ökar, speciellt bland gruppen kvinnor mellan 13 och 15 år. Andelen regelbundet rökande i åldersgruppen 13 till 15 år ligger idag på omkring 15 %. Även om lagen i skrift förbjuder rökning av cigaretter på allmänna platser som restauranger, barer, arbetsplatser och så vidare sker ändå regelbundet rökande på dessa platser, speciellt på kvällar och under helger. Rökning är även förbjudet i allmänna transportmedel såsom bussar, och efterlevs där oftare genom att cigaretten slängs innan påstigning.
Per år 2009 rökte 29,3 % av den kvinnliga befolkningen i Albanien. Motsvarande siffra för männen var 65,6 %. För unga vuxna var samma siffra 38,5 % och i samtliga grupper hade andelen rökande ökat sedan 2007. En positiv effekt av de nya rökningslagarna är att den offentliga reklamen för tobaksprodukter minskat i landet. En undersökning år 2007 visade att 75 % utsatts för tobaksreklam medan motsvarande siffra år 2009 sjunkit till 52 %.